# Los tres etcéteras de Don Simón
Los tres etcéteras de Don Simón es una obra de teatro de José María Pemán, estrenada el 7 de marzo de 1958 en el Teatro Recoletos de Madrid.

## Argumento
En tiempos de la ocupación de España por las tropas napoleónicas, Don Simón Belalcázar es nombrado gobernador general de la provincia de Jaén, y en calidad de tal visita el pequeño pueblo de La Fernandina. Es un hombre cultivado, mujeriego y vividor. El alcalde del pueblo, Lucas Tinajero, se apresta a atender al visitante de la mejor manera posible. Pero todo se complica cuando el gobernador usa la palabra «etcétera», desconocida para Lucas y que interpreta como sinónimo de «mujer de vida fácil».

## Personajes
- Don Simón. Gobernador General de Jaén.
- Lucas. Alcalde de La Fernandina.
- Marifácil. Mujer pública del pueblo: La etcétera.
- Rosina.
- Pacomio.
- Rosina.
- Fernanda.
- Escribana.
- Intendente.

## Representaciones destacadas
- Teatro (estreno, en 1958). Intérpretes: Guillermo Marín, Mary Carrillo, Gracita Morales, Rosa María Vega, Ramón Elías, Pedro Beltrán, Pablo Sanz.
- Televisión (Noche de Teatro, de TVE, en 1974). Intérpretes: Luis Prendes, Lola Herrera, Tina Sáinz, Manuel Gallardo, Pedro Sempson, Enriqueta Carballeira, Enrique Vivó, José Franco.
- Televisión (Estudio 1, de TVE, en 1978). Intérpretes: Manuel Alexandre (Lucas), Lola Herrera (Marifácil), Valeriano Andrés (Pacomio), Lola Cardona (Rosina), María Jesús Lara (Fernanda), Ricardo Merino (Simón).
- Televisión (Primera función, de TVE, en 1989). Intérpretes: Javier Escrivá, Fedra Lorente, Antonio Iranzo, Ricardo Palacio, Victoria Vivas, Jesús Enguita.
- Teatro (Real Coliseo de Carlos III, de San Lorenzo de El Escorial, en 1997). Intérpretes: Juanjo Menéndez, María del Puy, Pedro Valentín, Enrique Navarro, Julio Tejela, Esther del Prado, Maribel Lara.